# Alerte en Méditerranée
Alerte en Méditerranée è un film del 1938 diretto da Léo Joannon.

## Trama
Nel 1938, l'incontro di tre ufficiali di marina, uno dei quali era il tenente comandante Lestailleur al comando della torpediniera Le Fortuné. Durante una sosta a Tangeri, incontra altri due comandanti di navi da guerra, uno britannico, il capitano Falcon e l'altro tedesco, il capitano Von Schlieden. Nonostante la cordialità del loro incontro, li separa uno scontro tra marinai dei tre paesi. Tuttavia, Falcon e von Schlieden si incontrano nuovamente durante le manovre navali, a bordo della nave comandata da Lestailleur.
Mentre la famiglia di Lestaileur naviga a bordo di un transatlantico, un gruppo di trafficanti d'armi provoca un grave incidente lasciando fuoriuscire una nuvola di gas combattente dalla nave mercantile che controllano. Per salvare il transatlantico e raccogliere i suoi passeggeri prima che vengano colpiti dalla nube tossica, Lestailleur è costretto a precipitarsi con la sua torpediniera attraverso la nube di gas mortale, equipaggiato con i mezzi di protezione di base. Viene aiutato nelle manovre da Peacok e von Schlieden e riesce a salvare i passeggeri, ma von Schlieden, gasato durante la guerra del 1914-18, soccombe ad un avvelenamento mortale.
I civili e i marinai salvati dai tre paesi hanno reso un vibrante omaggio a von Schlieden durante il suo funerale.